# Чэчэклинское сельское поселение
Чэчэклинское се́льское поселе́ние — муниципальное образование в Спасском районе Татарстана Российской Федерации.
Административный центр — село Чэчэкле.

## История
Статус и границы сельского поселения установлены Законом Республики Татарстан от 31 января 2005 года № 40-ЗРТ «Об установлении границ территорий и статусе муниципального образования „Спасский муниципальный район“ и муниципальных образований в его составе».

## Население
| 2010 | 2011 | 2012 | 2013 | 2014 | 2015 | 2016 |
| ---- | ---- | ---- | ---- | ---- | ---- | ---- |
| 591  | ↘589 | ↘565 | ↘542 | ↘511 | ↘510 | ↘500 |
| 2017 | 2018 |      |      |      |      |      |
| ↘491 | ↘471 |      |      |      |      |      |

## Состав сельского поселения
| № | Населённый пункт | Тип населённого пункта       | Население |
| - | ---------------- | ---------------------------- | --------- |
| 1 | Йолдыз           | деревня                      |           |
| 2 | Чэчэкле          | село, административный центр |           |

Также на территории сельского поселения находилась деревня Ирек.